# Solaseed Air
Solaseed Air (ソラシド エア Sorashido Ea), ранее Skynet Asia Airways (スカイネットアジア航空株式会社 Sukainetto Ajia Kōkū Kabushiki-gaisha, SNA) — бюджетная авиалиния базирующаяся в аэропорту Миядзаки, Миядзаки, префектура Миядзаки, Япония.
В основном, они обслуживают линии между городами Миядзаки, Кумамото, Нагасаки (остров Кюсю) и Токио. В сентябре 2007 года был запущен рейс в Кагосиму. В июле 2011 года авиакомпания сменила название на Solaseed Air.
В мае 2021 года Solaseed Air и Air Do из-за операционных трудностей во время пандемии COVID-19 объявили о своем намерении объединиться. 3 октября 2022 года для обеих авиакомпаний была официально создана новая холдинговая компания RegionalPlus Wings. 

## Флот
По состоянию на июль 2024 года средний возраст всего флота авиакомпании Solaseed Air составляет 11 лет. В состав флота входят следующие типы воздушных судов:
| Тип самолета   | В эксплуатации | Заказано | Пассажирских мест | Примечание:                    |
| -------------- | -------------- | -------- | ----------------- | ------------------------------ |
| Boeing 737-800 | 13             | 0        | Y174              |                                |
| Boeing 737-800 | 1              | 0        | Y176              | Арендован у All Nippon Airways |
| Всего:         | 14             | 0        |                   |                                |

### Выведены из эксплуатации

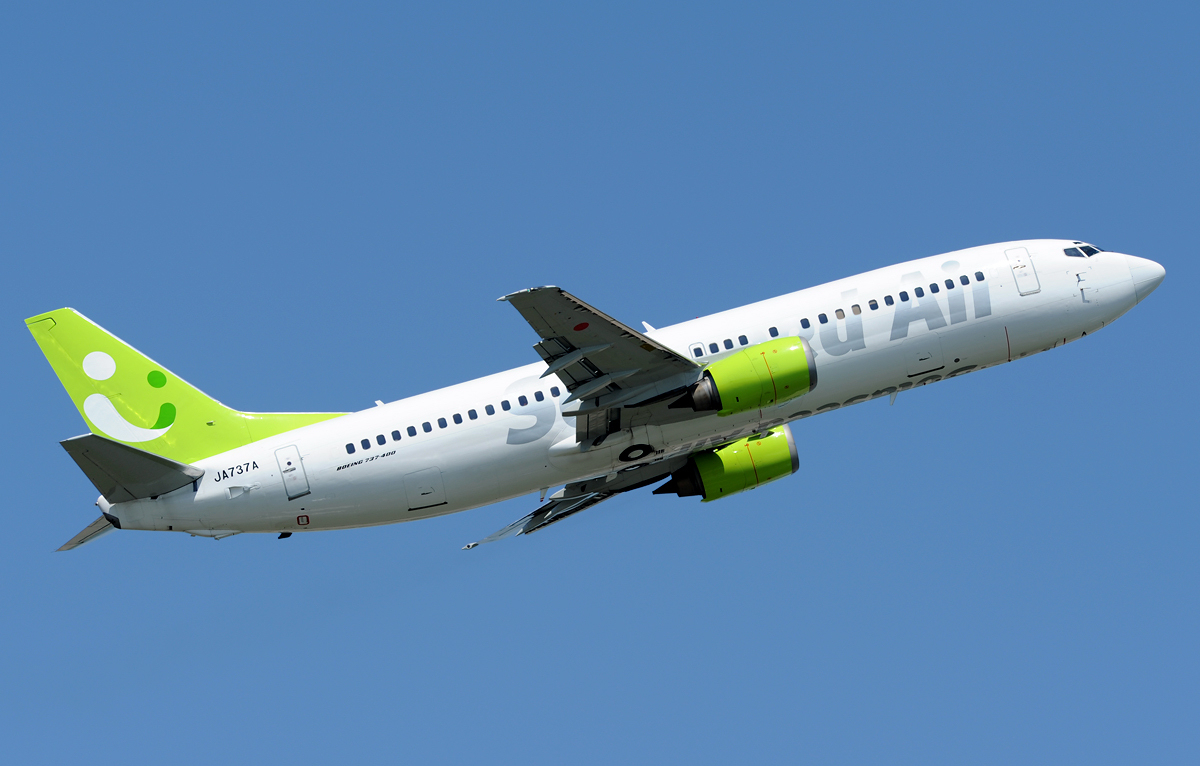
Бывший Boeing 737-400 Solaseed Air, вылетающий из аэропорта Ханеда, Токио (2012 г.)

В сентябре 2014 года авиакомпания Solaseed Air вывела из эксплуатации последний Boeing 737-400. С тех пор авиакомпания эксплуатировала исключительно Boeing 737-800. 

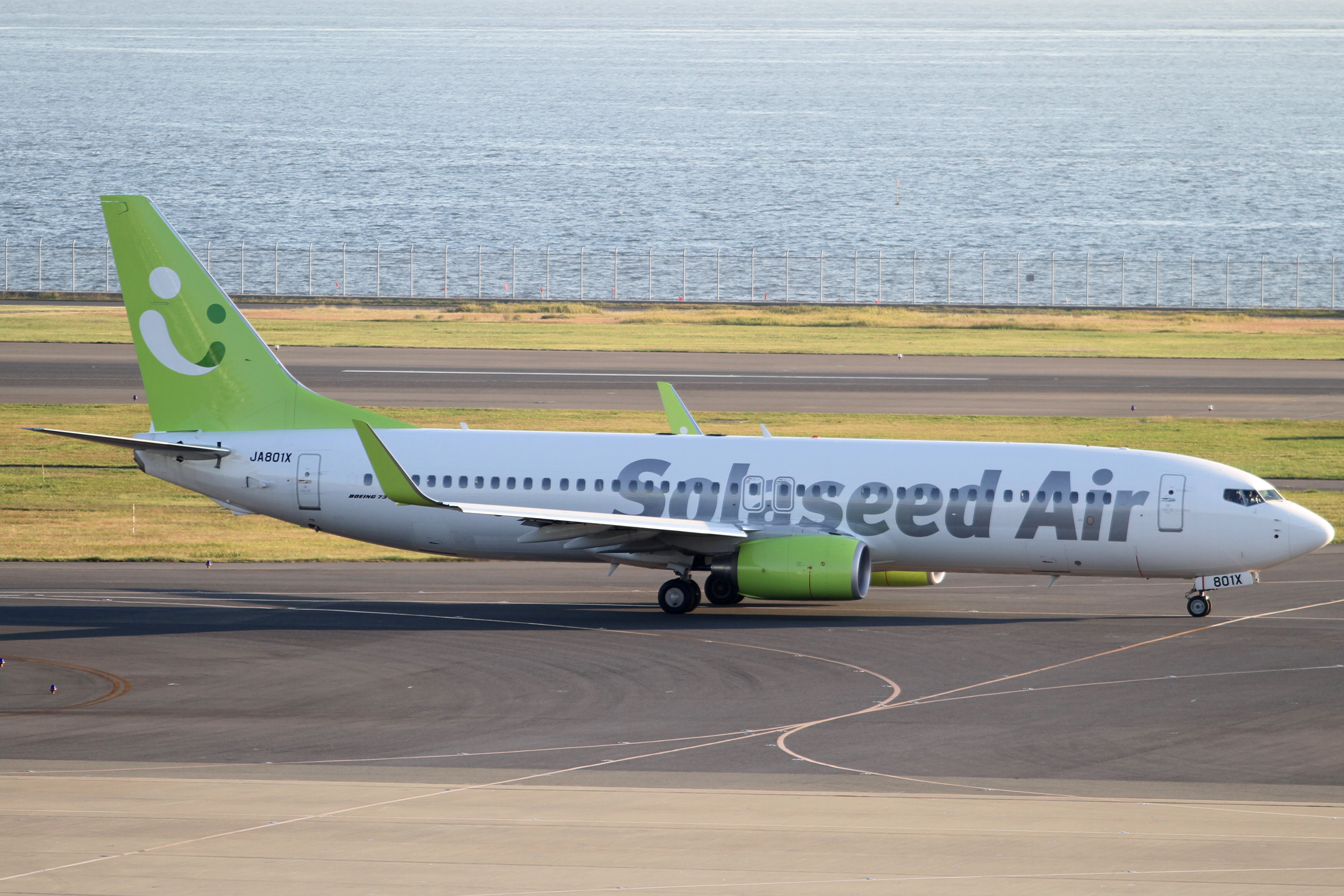
Boeing 737-800 Solaseed Air в аэропорту Ханэда (2012)